# Agonum dilutipenne
Agonum dilutipenne är en skalbaggsart som beskrevs av Victor Ivanovitsch Motschulsky. Agonum dilutipenne ingår i släktet Agonum och familjen jordlöpare. Inga underarter finns listade i Catalogue of Life.